# Team17
Team17 Group plc — британская компания, занимающаяся разработкой и изданием компьютерных игр, расположенная в Уэйкфилде, Англия. Компания была основана в декабре 1990 года в результате слияния британского издателя 17-Bit Software и шведской студии разработки Team 7. На момент слияния в состав компаний входили: Майкл Робинсон, Мартин Браун и Дебби Бествик (17-Bit Software), а также Андреас Тадич, Рико Холмс и Петер Тулеби (Team 7). Бествик впоследствии занимала пост генерального директора Team17 до 1 января 2024 года. После выпуска своей первой игры Full Contact для платформы Amiga, студия создала несколько игр, занявших первые места в чартах продаж на этой платформе. Значительный успех пришел к компании с выпуском игры Worms в 1995 году. Франшиза Worms остается основным направлением разработки компании, и насчитывает более 20 выпущенных игр.
Робинсон и Браун покинули Team17 в 2010 году, оставив Бествик единственным руководителем. В 2013 году Team17 начала издательскую деятельность, сосредоточившись на инди-играх. Для этого направления был открыт отдельный офис в Ноттингеме. Первой игрой, выпущенной в рамках этой инициативы, стала Light. После крупных инвестиций от Lloyds Development Capital в сентябре 2016 года, Team17 приобрела студию Mouldy Toof Studios, разработчика изданной Team17 игры The Escapists. В мае 2018 года компания провела первичное публичное размещение акций и стала публичной компанией, котирующейся на Alternative Investment Market, с оценкой в около 230 миллионов фунтов стерлингов. По состоянию на 2022 год в Team17 работает 392 сотрудников в двух офисах.

## История

### Ранняя история (1990—1995)
В 1990 году Майкл Робинсон, предприниматель из Уэйкфилда, управлял сетью компьютерных магазинов Microbyte, распространённой по всей Великобритании, а также издательством видеоигр 17-Bit Software. Робинсон основал 17-Bit Software в 1987 году как подразделение Microbyte с целью поиска молодых независимых разработчиков видеоигр, чьи проекты он мог бы издавать под этим лейблом и распространять через свои магазины Microbyte. Одним из таких разработчиков был Андреас Тадич, девятнадцатилетний программист-любитель из Улуфстрёма, Швеция. В то время Тадич работал над HalfBright, shoot ’em up для систем Amiga. По словам Тадича, игра была «технически впечатляющей, но визуально слабой». Мартин Браун, сотрудник Microbyte, связался с Тадичем, чтобы познакомить его с художником Рико Холмсом. Впоследствии Тадич и Холмс подружились и вместе с другим шведским программистом, Петером Тулеби, основали команду разработчиков под названием Team 7.
Первой игрой Team 7 стала Miami Chase — гоночная игра, вдохновлённая сериалом «Полиция Майами». Игра была издана компанией Codemasters в 1990 году как бюджетный проект для систем Amiga и получила оценку 82 % от британского журнала Amiga Power, специализирующегося на платформе Amiga. Мартин Браун, внимательно следивший за разработкой игры, предложил Робинсону не только издавать, но и разрабатывать игры в рамках 17-Bit Software, используя Team 7 в качестве внутренней команды разработчиков, а себя — в роли руководителя проектов. Робинсон одобрил эту инициативу и назначил Дебби Бествик, ранее занимавшую пост менеджера по продажам Microbyte, на должность коммерческого директора 17-Bit Software. В итоге 17-Bit Software и Team 7 приняли решение об официальном слиянии в единую команду, объединив свои названия в «Team17». Team17 была официально основана 7 декабря 1990 года.
Объединение опыта Microbyte в розничной торговле играми и навыков Team 7 в разработке позволило Team17 эффективно определять перспективные жанры и создавать в них успешные проекты. Первым проектом стал файтинг Full Contact, вышедший в 1991 году и занявший первое место в британских чартах продаж. К 1993 году 90 % игр студии, включая Alien Breed, Project-X и Superfrog, возглавляли чарты продаж. В совокупности продукты Team17 составляли половину всех продаж игр для Amiga. На церемонии Golden Joystick Awards 1993 года Team17 и Electronic Arts совместно получили награду «Software House of the Year».
С 1992 года журнал Amiga Power, принадлежащий издательству Future Publishing, начал более критично оценивать продукты Team17 по сравнению с другими игровыми изданиями. По словам Стюарта Кэмпбелла, заместителя главного редактора журнала в то время, игры Overdrive, Project-X, F17 Challenge и Superfrog получили негативные отзывы от Amiga Power в период с 1992 по 1993 год. В ответ на эти рецензии Team17 начала включать в свои игры пасхалки с негативным подтекстом. Например, в Alien Breed II: The Horror Continues чит-код «AMIGAPOWER» открывал критическое заявление о политике рецензирования журнала, а в Arcade Pool самые слабые боты-противники были названы в честь сотрудников Amiga Power. Когда в 1995 году журнал оценил игры ATR: All Terrain Racing и Kingpin: Arcade Sports Bowling на 38 % и 47 % соответственно, Team17 подала иск против издания, требуя отзыва рецензий и изъятия номера из продажи. Иск не был удовлетворён, после чего студия прекратила отправлять копии своих игр в Amiga Power и попросила другие журналы, принадлежащие Future Publishing, не передавать свои копии журналу Amiga Power.

### Worms
В 1994 году программист Энди Дэвидсон создал Artillery, игру в жанре артиллерии для систем Amiga. Он представил игру под названием Wormage или Total Wormage на конкурс, организованный журналом Amiga Format. Игра не привлекла внимания, поэтому Дэвидсон решил показать её на выставке European Computer Trade Show (ECTS) 1994 года в Лондоне. Там он продемонстрировал игру сотрудникам стенда Team17, которые подписали контракт на её коммерческую разработку. Дебби Бествик рассказывала, что они не могли оторваться от игры, осознав её потенциал, хотя и не представляли его масштабов. После заключения сделки Team17 потеряла контактные данные Дэвидсона и была вынуждена обратиться в Amiga Format, чтобы получить их по новой. Получив контакты, Team17 и Дэвидсон начали совместную разработку коммерческой версии игры, переименовав её в более лаконичное Worms.
В то время Team17 ощущала, что рынок игр для Amiga угасает, поэтому решила разрабатывать Worms для максимально возможного числа платформ. Однако у компании не было опыта издания игр за пределами рынка Amiga, поэтому возникла необходимость поиска стороннего издателя. Team17 рассматривала два варианта: Ocean Software и Virgin Interactive. В итоге выбор был сделан в пользу Ocean Software. Worms вышла в 1995 году на Amiga, а затем была портирована на Sega Mega Drive, Super Nintendo Entertainment System, MS-DOS, PlayStation и другие платформы. При изначальном прогнозе Ocean Software в 60 000 копий, игра разошлась миллионными тиражами в первый же год. Бествик считала, что эта игра спасла Team17. Однако после успеха Worms студия сосредоточилась на попытках повторить его: с 1995 по 2010 год было выпущено шестнадцать новых игр серии Worms. Превращение Team17 в «компанию одной интеллектуальной собственности» привело к творческому застою и усталости многих разработчиков.

### Реструктуризация и расширение (2010—2018)
В августе 2010 года Team17 объявила об отказе от услуг сторонних издателей в пользу самостоятельного цифрового распространения своих игр. Компания наняла Пола Брэя на должность финансового и операционного директора, а Алана Перри — на пост руководителя глобального маркетинга. Позднее в том же году Team17 провела масштабную внутреннюю реструктуризацию, включая выкуп долей Брауна и Робинсона. Дебби Бествик, занимавшая пост генерального директора, стала единоличным руководителем компании. Бествик заявила, что этот шаг «обеспечил компании надёжные позиции на будущее». Браун объявил о своём уходе в феврале 2011 года, сообщив о переходе в компанию Double Eleven, разработчика игр для портативных устройств.
В декабре 2011 года Team17 приобрела компанию Iguana Entertainment (не связанную с одноимённой компанией, основанной Джейсоном и Дарреном Фалькус в 2009 году). Весь персонал Iguana, включая основателей, был интегрирован в офисы Team17 в Уэйкфилде. В 2013 году Бествик и Брэй предложили идею возвращения Team17 к истокам путём создания отдела по изданию инди-игр. Была запущена инкубационная программа, в рамках которой две студии совместно разработали игры, получившие названия Beyond Eyes и Sheltered. Light от брайтонской студии Just a Pixel стала первой игрой, анонсированной и выпущенной в рамках нового направления Team17. В марте 2014 года деятельность расширилась до издания мобильных игр: было объявлено, что Hay Ewe от Rocket Rainbow выйдет на iOS во втором квартале того же года. Для поддержки роста издательского подразделения Team17 открыла отдельный офис в Ноттингеме в мае 2014 года. Бествик заявила, что не любит термин «издатель» и предпочитает «лейбл», поскольку «термин 'издатель' представляет способ ведения бизнеса, который полностью противоречит новому миру цифрового распространения». В 2015 году Team17 получила награду «Publishing Hero» на церемонии Develop Awards.
Одним из наиболее успешных проектов лейбла стала The Escapists — игра, разработанная Крисом Дэвисом, бывшим кровельщиком и основателем студии Mouldy Toof Studios из Дерби, которая разошлась тиражом более миллиона копий в течение года после выпуска. 1 сентября 2016 года Lloyds Development Capital (LDC), подразделение частных инвестиций Lloyds Banking Group, объявила об инвестировании 16,5 миллионов фунтов стерлингов в развитие Team17. В обмен LDC получила 33 % долю в компании. Используя эти инвестиции, Team17 приобрела Mouldy Toof Studios и франшизу The Escapists за нераскрытую сумму. Параллельно инвестициям LDC Крис ван дер Кайл из 4J Studios присоединился к Team17 в качестве неисполнительного председателя. В рамках дальнейшего корпоративного расширения к январю 2017 года Team17 наняла новых руководителей, включая Джастина Беренбаума на должность руководителя издательского направления и развития бизнеса в Азии и Америке, Мэтта Бенсона на пост менеджера по развитию бизнеса и Сте Стэнли в качестве координатора по маркетингу и продажам.

### IPO и управленческие проблемы
В марте 2018 года Team17 поручила биржевым брокерам из Berenberg и GCA Altium подготовить первичное публичное размещение акций (IPO) в 200 миллионов фунтов стерлингов. 8 мая 2018 года компания подтвердила намерение стать публичной, объявив о продаже 50 % акций Team17 на Alternative Investment Market (AIM), дочернем рынке Лондонской фондовой биржи. Ожидалось, что компания будет оценена в от 200 до 230 миллионов фунтов стерлингов. Бествик и LDC планировали продать по половине своих долей, при этом Бествик могла получить 50 миллионов фунтов стерлингов прибыли. Крис Белл, бывший исполнительный директор Ladbrokes Coral, был назначен председателем Team17 для содействия процессу IPO. На тот момент в компании работало 120 человек в студии разработки в Уэйкфилде и еще 20 в издательском офисе в Ноттингеме. Ожидалось, что Team17 получит 107,5 миллионов фунтов стерлингов валовой прибыли на основе 27 325 482 новых акций и 37 849 200 существующих акций. Акции стали доступны для покупки через AIM 23 мая 2018 года. После продажи долей Бествик и LDC сохранили за собой 22,2 % и 16,6 % акций компании соответственно.
В первой половине 2019 года доходы Team17 значительно выросли. 83 % выручки компании пришлось на издательскую деятельность, из которых 80 % составили игры, разработанные Team17 совместно с другими студиями. Особенно успешными в этот период оказались Hell Let Loose и My Time at Portia, ставшие самыми прибыльными проектами компании. Team17 объявила, что планирует использовать полученные средства для приобретения новых студий разработки. Количество сотрудников компании увеличилось со 154 до 182 человек, в связи с чем в ноябре 2019 года Team17 перенесла штаб-квартиру в новый офис в Уэйкфилде. К концу года штат вырос до 200 сотрудников. В сентябре 2019 года Мартин Хеллавелл был назначен на должность неисполнительного директора Team17.
В январе 2020 года Team17 приобрела манчестерскую студию разработки Yippee Entertainment за 1,4 миллиона фунтов стерлингов, из которых 922 407 фунтов были выплачены наличными, а остальные 433 200 фунтов — в виде 114 000 акций. В январе 2021 года компания выкупила у разработчиков Blacklight Interactive игру Golf with Your Friends, которую ранее издавала, планируя выпустить для нее дополнительный загружаемый контент (DLC). В июле 2021 года Team17 приобрела TouchPress, материнскую компанию StoryToys, разработчика обучающих приложений, за 26,5 миллионов долларов США. В январе 2022 года Team17 купила Astragon, специализирующегося на симуляторах немецкого издателя, за 83 миллиона фунтов стерлингов. В том же месяце была приобретена The Label, известная выпуском What The Golf; позже компания была переименована в Team17 USA Limited. В июне 2023 года Team17 выкупила права на Hell Let Loose у оригинальных разработчиков Black Matter и основала новую студию Cover 6 Studios для разработки игры совместно с манчестерской Expression Games.
В начале 2022 года Team17 анонсировала проект MetaWorms — инициативу по продаже невзаимозаменяемых токенов (NFT), представляющих собой процедурно сгенерированные изображения персонажей из серии игр Worms в виде цифровых объектов на блокчейне. Реакция публики на этот проект была быстрой и отрицательной. Компания отменила его после того, как несколько студий-разработчиков, с которыми Team17 сотрудничала ранее, включая Ghost Town Games, Playtonic и Aggro Crab, осудили проект и заявили о прекращении работы с издателем. По сообщению Eurogamer, многие сотрудники Team17 не знали о проекте и были застигнуты врасплох его анонсом, в том числе команда по работе с социальными сетями, которая подверглась оскорблениям и преследованиям со стороны общественности. Некоторые сотрудники, знавшие о проекте, выразили свое несогласие с использованием NFT, но их мнение было проигнорировано высшим руководством, которое все равно продолжило реализацию проекта.
Противостояние между руководством и сотрудниками по поводу MetaWorms также вскрыло давние проблемы с низкой оплатой труда, продолжительными сверхурочными и растущей рабочей нагрузкой после IPO компании в 2018 году. Под давлением необходимости заключать и реализовывать больше издательских сделок, различные команды, включая отделы обеспечения качества (QA) и пользовательских исследований, ощущали, что продукты выпускаются в незавершенном, поспешном или недоработанном состоянии из-за дефицита времени. Сотрудники считали свою заработную плату несправедливо низкой по сравнению с аналогичными позициями в других студиях, некоторые жаловались на неоплачиваемые сверхурочные. Они также указывали на сокращение годовых бонусов в 2021 году, несмотря на то, что компания объявила о рекордной прибыли за этот год. Дополнительным источником конфликта стал отдел кадров (HR), обвиненный в сокрытии случаев сексуальных домогательств и манипулировании отзывами о компании на сайте поиска работы Glassdoor. Сотрудники также критиковали стиль управления Бествик на посту CEO, считая ее главным источником давления в отношении сверхурочных работ и обвиняя в игнорировании случаев домогательств в компании. Издание Fanbyte подтвердило эти свидетельства в своем независимом расследовании.
Майкл Паттисон, занявший пост CEO издательского подразделения в октябре 2021 года, подтвердил информацию, изложенную в сообщениях, и на общекорпоративном собрании в феврале 2022 года взял на себя обязательство решить проблемы с низкой оплатой труда, сверхурочными и домогательствами. В марте 2023 года Team17 анонсировала реструктуризацию, которая привела к сокращению сотрудников художественного и дизайнерского отделов в рамках стратегии компании по фокусированию на издательской деятельности и сотрудничестве со сторонними разработчиками. Позднее в том же месяце Бествик объявила о намерении уйти с поста CEO после нахождения преемника. Она планировала перейти на неисполнительную должность, сохраняя при этом место в совете директоров. Стив Белл, ранее возглавлявший маркетинговое агентство Iris, вошел в состав совета директоров в сентябре 2023 года и 1 января 2024 года сменил Бествик на посту CEO.
В октябре 2023 года Team17 анонсировала проведение реструктуризации, которая предполагала сокращение 50 должностей в отделах обеспечения качества, исследования пользовательского опыта, разработки и маркетинга. Кроме того, было объявлено об уходе Паттисона из компании.

## Игры

### Разработанные
| Год  | Название                               | Платформы | Издатель                                                    |
| ---- | -------------------------------------- | --- | ----------------------------------------------------------- |
| 1991 | Full Contact                           | Amiga | Team17                                                      |
| 1991 | Alien Breed                            | Amiga, Amiga CD32, Android, iOS, MS-DOS, PlayStation 3, PlayStation Vita                                                                          | Team17, MicroLeague                                         |
| 1992 | Project-X                              | Amiga, Amiga CD32, MS-DOS | Team17                                                      |
| 1993 | Alien Breed II: The Horror Continues   | Amiga, Amiga CD32 | Team17                                                      |
| 1993 | Superfrog                              | Amiga, Amiga CD32, MS-DOS | Team17                                                      |
| 1993 | Body Blows                             | Amiga, MS-DOS | Team17                                                      |
| 1994 | Arcade Pool                            | Amiga, Amiga CD32, MS-DOS | Team17                                                      |
| 1994 | Body Blows Galactic                    | Amiga | Team17                                                      |
| 1994 | Apache                                 | Amiga | Team17                                                      |
| 1994 | Alien Breed: Tower Assault             | Amiga, Amiga CD32, MS-DOS | Team17                                                      |
| 1994 | Ultimate Body Blows                    | Amiga, Amiga CD32, MS-DOS | Team17                                                      |
| 1995 | Kingpin: Arcade Sports Bowling         | Amiga, Amiga CD32, MS-DOS | Team17                                                      |
| 1995 | Worms                                  | Amiga, Amiga CD32, Atari Jaguar, Classic Mac OS, Game Boy, MS-DOS, PlayStation, Sega Mega Drive, Sega Saturn, Super Nintendo Entertainment System | Ocean Software                                              |
| 1995 | Alien Breed 3D                         | Amiga, Amiga CD32 | Ocean Software                                              |
| 1996 | Alien Breed 3D II: The Killing Grounds | Amiga | Ocean Software                                              |
| 1996 | World Rally Fever                      | MS-DOS | Ocean Software                                              |
| 1996 | X2                                     | PlayStation | Ocean Software                                              |
| 1997 | Worms: The Director's Cut              | Amiga | Ocean Software                                              |
| 1997 | Worms 2                                | Microsoft Windows | Team17, MicroProse                                          |
| 1998 | Addiction Pinball                      | Windows, PlayStation | MicroProse, Infogrames                                      |
| 1999 | Arcade Pool II                         | Windows | MicroProse                                                  |
| 1999 | Phoenix                                | Windows | Hasbro Interactive, Team17                                  |
| 1999 | Worms Armageddon                       | Dreamcast, Windows, PlayStation | Hasbro Interactive, Team17                                  |
| 1999 | Worms Pinball                          | Windows | Infogrames                                                  |
| 2001 | Worms World Party                      | Dreamcast, Gizmondo, Microsoft Windows | Titus Interactive, Team17                                   |
| 2001 | Stunt GP                               | Dreamcast. Microsoft Windows, PlayStation 2 | Eon Digital Entertainment, Titus Interactive                |
| 2002 | Worms Blast                            | GameCube, macOS, Microsoft Windows, PlayStation 2                                                                                                 | Ubi Soft, Feral Interactive                                 |
| 2003 | Worms 3D                               | GameCube, macOS, Microsoft Windows, PlayStation 2                                                                                                 | Sega, Acclaim Entertainment, Feral Interactive              |
| 2004 | Worms Forts: Under Siege               | Microsoft Windows, PlayStation 2, Xbox | Sega                                                        |
| 2005 | Worms 4: Mayhem                        | Microsoft Windows, PlayStation 2, Xbox | Codemasters, Majesco Entertainment                          |
| 2006 | Worms: Open Warfare                    | Nintendo DS, PlayStation Portable | THQ                                                         |
| 2006 | Lemmings                               | PlayStation 2, PlayStation 3, PlayStation Portable                                                                                                | Sony Computer Entertainment                                 |
| 2006 | Army Men: Major Malfunction            | PlayStation 2, Xbox | Global Star Software                                        |
| 2007 | Worms                                  | iOS, PlayStation 3, Xbox 360 | Microsoft Game Studios, Sony Computer Entertainment, Team17 |
| 2007 | Worms: Open Warfare 2                  | Nintendo DS, PlayStation Portable | THQ                                                         |
| 2008 | Worms: A Space Oddity                  | Wii | THQ                                                         |
| 2009 | Worms 2: Armageddon                    | Android, iOS, PlayStation 3, Xbox 360 | Team17                                                      |
| 2009 | Leisure Suit Larry: Box Office Bust    | Microsoft Windows, PlayStation 3, Xbox 360 | Funsta                                                      |
| 2009 | Alien Breed Evolution                  | Xbox 360 | Team17                                                      |
| 2010 | Worms Reloaded                         | Linux, macOS, Microsoft Windows | Team17                                                      |
| 2010 | Alien Breed: Impact                    | Microsoft Windows, PlayStation 3 | Team17                                                      |
| 2010 | Alien Breed 2: Assault                 | Microsoft Windows, PlayStation 3, Xbox 360 | Team17                                                      |
| 2010 | Alien Breed 3: Descent                 | Microsoft Windows, PlayStation 3, Xbox 360 | Team17                                                      |
| 2010 | Worms: Battle Islands                  | PlayStation Portable, Wii | Team17, THQ                                                 |
| 2011 | Worms Ultimate Mayhem                  | Microsoft Windows, PlayStation 3, Xbox 360 | Team17                                                      |
| 2011 | Worms Crazy Golf                       | iOS, macOS, Microsoft Windows, PlayStation 3 | Team17                                                      |
| 2012 | Worms Revolution                       | Microsoft Windows, PlayStation 3, Xbox 360 | Team17                                                      |
| 2013 | Superfrog HD                           | Android, iOS, Linux, macOS, Microsoft Windows, PlayStation 3, PlayStation Vita                                                                    | Team17                                                      |
| 2013 | Worms Clan Wars                        | Linux, macOS, Microsoft Windows | Team17                                                      |
| 2013 | Worms 3                                | Android, iOS, macOS | Team17                                                      |
| 2014 | Worms Battlegrounds                    | PlayStation 4, Xbox One | Team17                                                      |
| 2014 | (R)evolve                              | iOS | Team17                                                      |
| 2014 | Flockers                               | Android, iOS, Linux, macOS, Microsoft Windows, PlayStation 4, Xbox One                                                                            | Team17                                                      |
| 2015 | Worms World Party Remastered           | Microsoft Windows | Team17                                                      |
| 2015 | Worms 4                                | Android, iOS | Team17                                                      |
| 2015 | The Escapists: The Walking Dead        | Linux, macOS, Microsoft Windows | Team17                                                      |
| 2016 | 10 Minute Tower                        | Microsoft Windows | Sega                                                        |
| 2016 | Worms W.M.D                            | Linux, macOS, Microsoft Windows, Nintendo Switch, PlayStation 4, Xbox One                                                                         | Team17                                                      |
| 2017 | The Escapists 2                        | Linux, macOS, Microsoft Windows, Nintendo Switch, PlayStation 4, Xbox One                                                                         | Team17                                                      |
| 2018 | Overcooked 2                           | Microsoft Windows, Nintendo Switch, PlayStation 4, Xbox One                                                                                       | Team17                                                      |
| 2020 | The Survivalists                       | Microsoft Windows, Nintendo Switch, PlayStation 4, Xbox One, iOS, macOS, tvOS                                                                     | Team17                                                      |
| 2020 | Worms Rumble                           | Microsoft Windows, PlayStation 4, PlayStation 5                                                                                                   | Team17                                                      |

### Выпущенные
| Год  | Название                                            | Платформа                                                                                   | Разработчик                                 |
| ---- | --------------------------------------------------- | ------------------------------------------------------------------------------------------- | ------------------------------------------- |
| 1992 | Assassin                                            | Amiga                                                                                       | Psionic Systems                             |
| 1993 | F17 Challenge                                       | Amiga                                                                                       | Holodream Software                          |
| 1993 | Qwak                                                | Amiga                                                                                       | Jamie Woodhouse                             |
| 1993 | Overdrive                                           | Amiga, MS-DOS                                                                               | Psionic Systems                             |
| 1993 | Silverball                                          | MS-DOS                                                                                      | Digital Extremes, Epic MegaGames            |
| 1994 | Super Stardust                                      | Amiga, Amiga CD32                                                                           | Bloodhouse                                  |
| 1995 | ATR: All Terrain Racing                             | Amiga, Amiga CD32                                                                           | Jamie Woodhouse                             |
| 1996 | The Speris Legacy                                   | Amiga, Amiga CD32                                                                           | Binary Emotions                             |
| 1997 | Profits Warning                                     | MS-DOS                                                                                      | Bubball Systems                             |
| 1998 | Nightlong: Union City Conspiracy                    | Amiga, Microsoft Windows                                                                    | Trecision                                   |
| 2013 | Light                                               | Linux, macOS, Microsoft Windows                                                             | Just a Pixel                                |
| 2014 | Hay Ewe                                             | iOS                                                                                         | Rocket Rainbow                              |
| 2014 | Schrödinger’s Cat and the Raiders of the Lost Quark | Linux, macOS, Microsoft Windows, PlayStation 4, Xbox One                                    | Italic Pig                                  |
| 2015 | The Escapists                                       | Android, iOS, Linux, macOS, Microsoft Windows, PlayStation 4, Xbox 360, Xbox One            | Mouldy Toof Studios                         |
| 2015 | LA Cops                                             | Linux, macOS, Microsoft Windows, PlayStation 4, Xbox One                                    | Modern Dream                                |
| 2015 | Beyond Eyes                                         | Linux, macOS, Microsoft Windows, PlayStation 4, Xbox One                                    | Tiger & Squid                               |
| 2015 | Overruled!                                          | Linux, macOS, Microsoft Windows, PlayStation 4, Xbox One                                    | Dlala Studios                               |
| 2015 | Penarium                                            | Linux, macOS, Microsoft Windows, PlayStation 4, Xbox One                                    | Self Made Miracle                           |
| 2016 | Sheltered                                           | Linux, macOS, Microsoft Windows, PlayStation 4, Xbox One                                    | Unicube                                     |
| 2016 | Not a Hero: Super Snazzy Edition                    | Xbox One                                                                                    | Roll7                                       |
| 2016 | OlliOlli2: XL Edition                               | Xbox One                                                                                    | Roll7                                       |
| 2016 | Overcooked                                          | Microsoft Windows, Nintendo Switch, PlayStation 4, Xbox One                                 | Ghost Town Games                            |
| 2016 | Lethal VR                                           | Microsoft Windows, PlayStation 4                                                            | Three Fields Entertainment                  |
| 2017 | Yooka-Laylee                                        | Linux, macOS, Microsoft Windows, Nintendo Switch, PlayStation 4, Xbox One                   | Playtonic Games                             |
| 2017 | Aven Colony                                         | Microsoft Windows, PlayStation 4, Xbox One                                                  | Mothership Entertainment                    |
| 2017 | Interplanetary: Enhanced Edition                    | Microsoft Windows                                                                           | Team Jolly Roger                            |
| 2018 | Raging Justice                                      | macOS, Microsoft Windows, Nintendo Switch, PlayStation 4, Xbox One                          | MakinGames                                  |
| 2018 | Yoku's Island Express                               | Microsoft Windows, Nintendo Switch, PlayStation 4, Xbox One                                 | Villa Gorilla                               |
| 2018 | Mugsters                                            | macOS, Microsoft Windows, Nintendo Switch, PlayStation 4, Xbox One                          | Reinkout Games                              |
| 2018 | Sword Legacy: Omen                                  | Microsoft Windows                                                                           | Firecast Studio, Fableware Narrative Design |
| 2018 | Forged Battalion                                    | Microsoft Windows                                                                           | Petroglyph Games                            |
| 2018 | Planet Alpha                                        | Microsoft Windows, Nintendo Switch, PlayStation 4, Xbox One                                 | Planet Alpha ApS                            |
| 2019 | Genesis Alpha One                                   | Microsoft Windows, PlayStation 4, Xbox One                                                  | Radiation Blue                              |
| 2019 | My Time at Portia                                   | Microsoft Windows, Nintendo Switch, PlayStation 4, Xbox One                                 | Pathea Games                                |
| 2019 | Hell Let Loose                                      | Microsoft Windows                                                                           | Black Matter                                |
| 2019 | Automachef                                          | Microsoft Windows, Nintendo Switch                                                          | Hermes Interactive                          |
| 2019 | Yooka-Laylee and the Impossible Lair                | Linux, macOS, Microsoft Windows, Nintendo Switch, PlayStation 4, Xbox One                   | Playtonic Games                             |
| 2019 | Blasphemous                                         | Microsoft Windows, Nintendo Switch, PlayStation 4, Xbox One                                 | The Game Kitchen                            |
| 2020 | Moving Out                                          | Microsoft Windows, Nintendo Switch, PlayStation 4, Xbox One                                 | SMG Studio, DEVM Games                      |
| 2020 | Golf with Your Friends                              | Microsoft Windows, Nintendo Switch, PlayStation 4, Xbox One                                 | Blacklight Interactive                      |
| 2020 | Ways to the Woods                                   | Microsoft Windows, Xbox One                                                                 | Studio Happy Bee                            |
| 2020 | Ageless                                             | Microsoft Windows, Nintendo Switch                                                          | One More Dream Studios                      |
| 2020 | Neon Abyss                                          | Microsoft Windows, Nintendo Switch, PlayStation 4, Xbox One                                 | Veewo Games                                 |
| 2021 | Super Magbot                                        | Microsoft Windows                                                                           | Astral Pixel                                |
| 2021 | The Unliving                                        | Microsoft Windows                                                                           | RocketBrush Studio                          |
| 2021 | Greak: Memories of Azur                             | Microsoft Windows                                                                           | Navegante Entertainment                     |
| 2023 | Dredge                                              | Microsoft Windows, Nintendo Switch, PlayStation 4, PlayStation 5, Xbox One, Xbox Series X/S | Black Salt Games                            |
| 2023 | Blasphemous 2                                       | Microsoft Windows, Nintendo Switch, PlayStation 5, Xbox Series X/S                          | The Game Kitchen                            |

### Отменённые игры
- King of Thieves, игра как разновидность пиратской тематики наподобие Alien Breed.
- Witchwood, приключенческая игра в стиле The Legend of Zelda или Al-Qadim: The Genie's Curse о стремлении молодого героя уничтожить злую ведьму.[46][47]
- Worms Battle Rally, гоночная игра в серии Worms, которая находилась в разработке с 2003 по 2004 год.[48]